# Euagathis similis
Euagathis similis är en stekelart som beskrevs av Bhat och Gupta 1977. Euagathis similis ingår i släktet Euagathis och familjen bracksteklar. Inga underarter finns listade i Catalogue of Life.